# Dendrobium anceps
Dendrobium anceps es una especie de orquídea originaria de Asia.

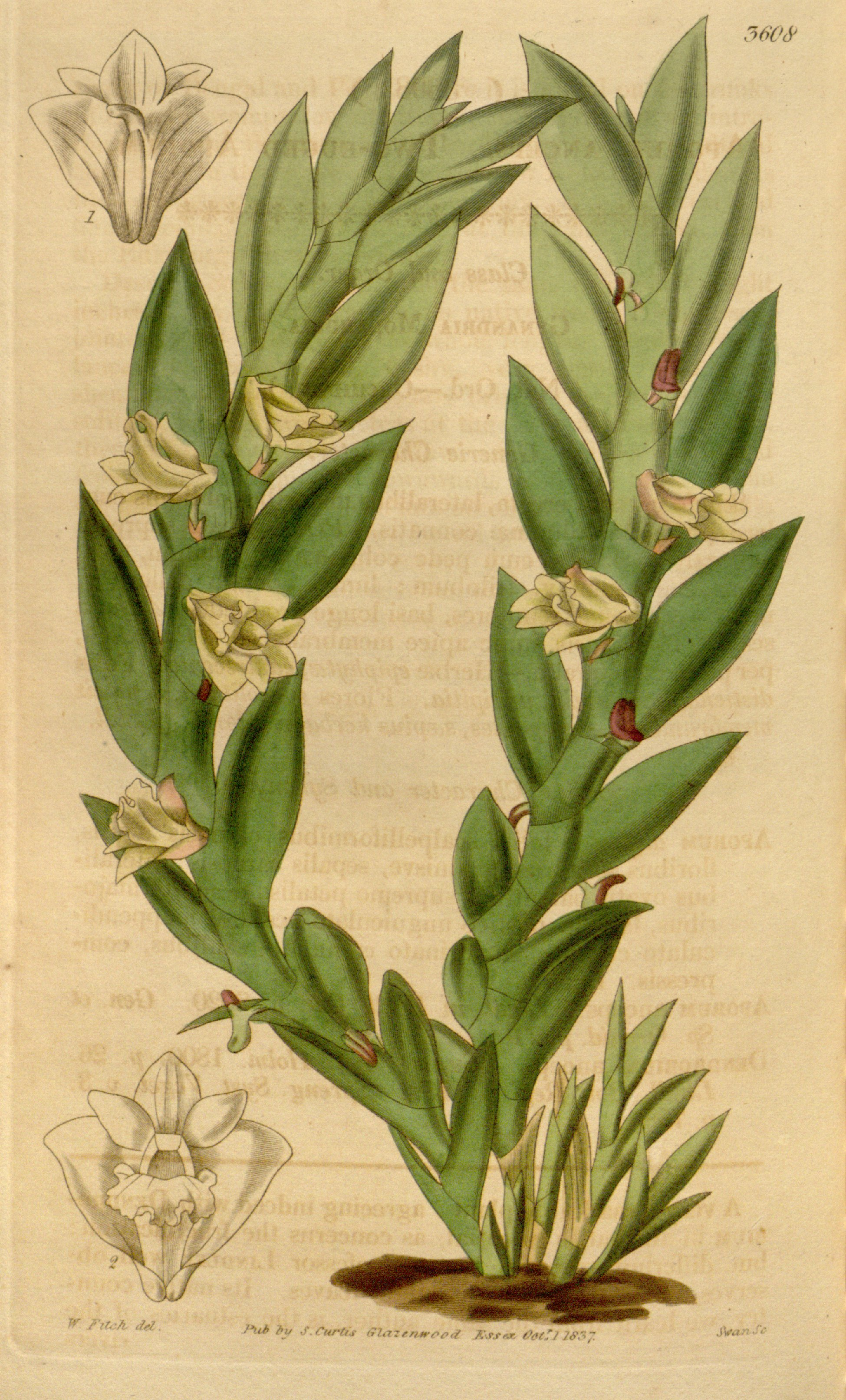
Ilustración

## Descripción
Es una orquídea de tamaño pequeño a grande, colgante, con hábitos de epífita y con tallos aplanados, en zigzag que aparecen  llevando muchas hojas, carnosas, caducas, dísticas, ovadas-lanceoladas, y dobladas fuertemente. Florece en el verano y el otoño en una corta inflorescencias, terminales y laterales, de flores pequeñas, individuales, carnosas y fragantes que surge de entre las axilas de las hojas  en cualquier lugar a lo largo del tallo, pero sobre todo en el ápice. Esta especie requiere un descanso fresco, más seco en los meses de invierno y el cese de los fertilizantes hasta que comienza el nuevo crecimiento en la primavera. Puede estar montada en helecho arbóreo o en maceta en un medio con buen drenaje.

## Distribución y hábitat
Se encuentran en Assam, Bangladés, Himalaya oriental, Nepal, Bután, Sikkim, Islas Andamán, Myanmar, Tailandia, Laos, Camboya, Islas Nicobar y Vietnam en los valles tropicales y subtropicales, a una altura de 200 a 1400 metros.

## Taxonomía
Dendrobium anceps fue descrita por Peter Olof Swartz  y publicado en Kongliga. Vetenskaps Academiens Handlingar 246. 1800.
Etimología
Dendrobium: nombre genérico que procede de la palabra griega (δένδρον) dendron = "tronco, árbol" y (βιος) Bios = "vida", en resumen significa "viven sobre los troncos de los árboles" (por su naturaleza epifita).
anceps: epíteto latino que significa "con dos bordes o extremos".
Sinonimia
- Aporum anceps (Sw.) Lindl.
- Callista anceps (Sw.) Kuntze
- Ditulima anceps (Sw.) Raf.[4][5]